# Американци (ТВ серија)
Американци (енгл. The Americans) америчка је телевизијска серија коју је створио Џо Вајсберг за FX. Смештена током хладног рата, прати причу о Елизабет (Кери Расел) и Филипу Џенингсу (Метју Рис), двоје совјетских обавештајних службеника КГБ-а који се представљају као амерички брачни пар који живи у Фолс Черчу са двоје деце. Радња серије започиње након инаугурације председника Роналда Регана у јануару 1981. и завршава се у децембру 1987. године, непосредно пре него што су лидери Сједињених Држава и Совјетског Савеза потписали Споразум о нуклеарним ракетама средњег домета.
Добила је изузетно позитивне рецензије критичара, који су је сматрали једном од најбољих серија током периода приказивања. Добила је неколико награда Еми за програм у ударном термину, као и Златни глобус за најбољу ТВ серију (драма). Такође је постала једна од ретких телевизијских драма која је током приказивања добила две награде Пибоди.

## Радња
Серија прати Елизабет и Филипа Џенингса, совјетске обавештајне службенике КГБ-а, који имају двоје деце — тринаестогодишњу Пејџ и десетогодишњег Херија, који не знају стварни идентитет својих родитеља. Договорени брак Елизабет и Филипа из дана у дан постаје све страственији и искренији, али га стално искушава ескалација хладног рата и присни, опасни и црнохуморни односи које морају одржавати с мрежом шпијуна и доушника под њиховим надзором. 
Филипова растућа симпатија према америчким вредностима и начину живота додатно компликује њихов однос. Напетости расту с доласком новог комшије, агента ФБИ-а Стена Бимана. Он и његов партнер агент Крис Амадор су чланови новог Противобавештајног одељења чији је задатак борба против страних агената на америчком тлу, укључујући илегалне усељенике из КГБ-ове Управе С, руских шпијуна који се издају за Американце.

## Улоге
| Глумац                 | Улога                    |
| ---------------------- | ------------------------ |
| Кери Расел             | Елизабет Џенингс         |
| Метју Рис              | Филип Џенингс            |
| Максимилијано Ернандез | Крис Амадор              |
| Холи Тејлор            | Пејџ Џенингс             |
| Кидрич Селати          | Хенри Џенингс            |
| Ноа Емерик             | Стен Биман               |
| Анет Махендру          | Нина Сергејевна Кирилова |
| Сузан Миснер           | Сандра Биман             |
| Алисон Рајт            | Марта Хансон             |
| Лев Горн               | Аркадиј Иванович Зотов   |
| Коста Ронин            | Олег Игоревич Буров      |
| Ричард Томас           | Френк Гад                |
| Дилан Бејкер           | Вилијам Крандал          |
| Брендон Џ. Дирден      | Денис Адерхолт           |
| Марго Мартиндејл       | Клаудија                 |

## Епизоде
| Сезона | Сезона | Епизоде | Епизоде | Оригинално емитовање | Оригинално емитовање |
| Сезона | Сезона | Епизоде | Епизоде | Премијера            | Финале               |
| ------ | ------ | ------- | ------- | -------------------- | -------------------- |
|        | 1.     | 13      | 13      | 30. јануар 2013.     | 1. мај 2013.         |
|        | 2.     | 13      | 13      | 26. фебруар 2014.    | 21. мај 2014.        |
|        | 3.     | 13      | 13      | 28. јануар 2015.     | 22. април 2015.      |
|        | 4.     | 13      | 13      | 16. март 2016.       | 8. јун 2016.         |
|        | 5.     | 13      | 13      | 7. март 2017.        | 30. мај 2017.        |
|        | 6.     | 10      | 10      | 28. март 2018.       | 30. мај 2018.        |